# III-divisioona 2014
La III-divisioona 2014 è stata la 4ª edizione (1ª a 11 giocatori) del campionato di football americano di quarto livello, organizzato dalla SAJL.

## Squadre partecipanti
| Club             | Città    | Stadio | Sponsor ufficiale | Risultato nella stagione 2013 |
| ---------------- | -------- | ------ | ----------------- | ----------------------------- |
| East City Giants | Helsinki |        |                   |                               |
| Kotka Eagles     | Kotka    |        |                   |                               |
| Lahti Panthers   | Lahti    |        |                   |                               |
| Lohja Lions      | Lohja    |        |                   |                               |
| Mikkeli Bouncers | Mikkeli  |        |                   |                               |
| Raisio Oakmen    | Raisio   |        |                   |                               |

## Stagione regolare

### Calendario

#### 1ª giornata
| Kotka 7 giugno 2014, ore 13:00 | Kotka Eagles | 6 – 14 | Raisio Oakmen | Puistolan urheilukenttä |

| Helsinki 7 giugno 2014, ore 16:00 | East City Giants | 30 – 0 | Lohja Lions | Velodromo di Helsinki |

| Mikkeli 8 giugno 2014, ore 14:00 | Mikkeli Bouncers | 28 – 0 | Lahti Panthers | Urpolan tekonurmi |

#### 2ª giornata
| Kotka 14 giugno 2014, ore 13:00 | Kotka Eagles | 7 – 44 | Mikkeli Bouncers | Karhulan keskuskenttä |

| Lahti 15 giugno 2014, ore 13:00 | Lahti Panthers | 22 – 0 | Lohja Lions | Lahden kisapuisto |

| Raisio 15 giugno 2014, ore 16:00 | Raisio Oakmen | 6 – 20 | East City Giants | Kerttulan liikuntakeskus |

#### 3ª giornata
| Lohja 28 giugno 2014, ore 14:00 | Lohja Lions | 8 – 38 | Mikkeli Bouncers | Virkkalan kenttä |

| Helsinki 28 giugno 2014, ore 15:00 | East City Giants | 28 – 6 | Kotka Eagles | Velodromo di Helsinki |

| Raisio 29 giugno 2014, ore 14:00 | Raisio Oakmen | 42 – 0 | Lahti Panthers | Kerttulan liikuntakeskus |

#### 4ª giornata
| Kotka 4 luglio 2014, ore 19:00 | Kotka Eagles | 21 – 0 | Lahti Panthers | Puistolan urheilukenttä |

| Helsinki 5 luglio 2014, ore 15:00 | East City Giants | 32 – 25 | Mikkeli Bouncers | Velodromo di Helsinki |

| Raisio 6 luglio 2014, ore 13:00 | Raisio Oakmen | 44 – 0 | Lohja Lions | Kerttulan liikuntakeskus |

#### Anticipi 1
| Mikkeli 13 luglio 2014, ore 15:00 | Mikkeli Bouncers | 37 – 6 | Lohja Lions | Urpolan tekonurmi |

#### 5ª giornata
| Lohja 19 luglio 2014, ore 12:00 | Lohja Lions | 12 – 13 | Kotka Eagles | Virkkalan kenttä |

| Mikkeli 19 luglio 2014, ore 14:00 | Mikkeli Bouncers | 43 – 0 | Raisio Oakmen | Urpolan tekonurmi |

| Lahti 20 luglio 2014, ore 13:00 | Lahti Panthers | 6 – 34 | East City Giants | Lahden kisapuisto |

#### 6ª giornata
| Raisio 25 luglio 2014, ore 13:00 | Raisio Oakmen | 19 – 2 | Kotka Eagles | Kerttulan liikuntakeskus |

| Lohja 26 luglio 2014, ore 14:00 | Lohja Lions | 8 – 20 | East City Giants | Harjun urheilukeskus |

| Lahti 26 luglio 2014, ore 16:30 | Lahti Panthers | 8 – 42 | Mikkeli Bouncers | Mukkulan keinonurmi |

#### 7ª giornata
| Mikkeli 2 agosto 2014, ore 14:00 | Mikkeli Bouncers | 24 – 6 | Kotka Eagles | Urpolan tekonurmi |

| Lohja 2 agosto 2014, ore 14:00 | Lohja Lions | 14 – 12 | Lahti Panthers | Virkkalan kenttä |

| Helsinki 2 agosto 2014, ore 15:00 | East City Giants | 20 – 12 | Raisio Oakmen | Velodromo di Helsinki |

#### 8ª giornata
| Kotka 10 agosto 2014, ore 13:00 | Kotka Eagles | 21 – 12 | East City Giants | Puistolan urheilukenttä |

| Lahti 10 agosto 2014, ore 13:00 | Lahti Panthers | 7 – 10 | Raisio Oakmen | Lahden kisapuisto |

### Classifica
La classifica della regular season è la seguente:
- PCT = percentuale di vittorie, G = partite giocate, V = partite vinte, P = partite perse, PF = punti fatti, PS = punti subiti

| Pos. | Squadra          | PCT  | G | V | N | P | PF  | PS  |
| ---- | ---------------- | ---- | - | - | - | - | --- | --- |
| 1    | East City Giants | .875 | 8 | 7 | 0 | 1 | 196 | 84  |
| 2    | Mikkeli Bouncers | .875 | 8 | 7 | 0 | 1 | 281 | 67  |
| 3    | Raisio Oakmen    | .375 | 8 | 5 | 0 | 3 | 147 | 98  |
| 4    | Kotka Eagles     | .375 | 8 | 3 | 0 | 5 | 82  | 153 |
| 5    | Lahti Panthers   | .125 | 8 | 1 | 0 | 7 | 55  | 191 |
| 6    | Lohja Lions      | .125 | 8 | 1 | 0 | 7 | 48  | 216 |

## Playoff

### Tabellone
|  | Semifinali | Semifinali       | Semifinali |                  |    | I Tinamalja | I Tinamalja      | I Tinamalja |  |
|  |            |                  |            |                  |    |             |                  |             |  |
|  |            |                  |            |                  |    | 1           | East City Giants | 14          |  |
|  |            |                  |            |                  |    | 1           | East City Giants | 14          |  |
|  |            |                  |            | Mikkeli Bouncers | 22 |             |                  |             |  |
|  | 2          | Mikkeli Bouncers | 25         | Mikkeli Bouncers | 22 |             |                  |             |  |
|  | 2          | Mikkeli Bouncers | 25         |                  |    |             |                  |             |  |
|  | 3          | Raisio Oakmen    | 6          |                  |    |             |                  |             |  |

### Semifinale
| Mikkeli 16 agosto 2014, ore 14:00 | Mikkeli Bouncers | 25 – 6 | Raisio Oakmen | Menkalan keinonurmi |

### I Tinamalja
| Helsinki 23 agosto 2014, ore 16:00 | East City Giants | 14 – 22 | Mikkeli Bouncers | Velodromo di Helsinki |

## I Tinamalja

### Spareggi promozione
| Mikkeli 30 agosto 2014, ore 14:00 | Mikkeli Bouncers | 13 – 3 | Sipoo Bulldogs | Urpolan tekonurmi |

| Helsinki 30 agosto 2014, ore 14:00 | Helsinki Wolverines II | 8 – 0 | East City Giants | Velodromo di Helsinki |

## Verdetti
- Mikkeli Bouncers Vincitori del Tinamalja 2014